# Fritz Curschmann (Geograph)

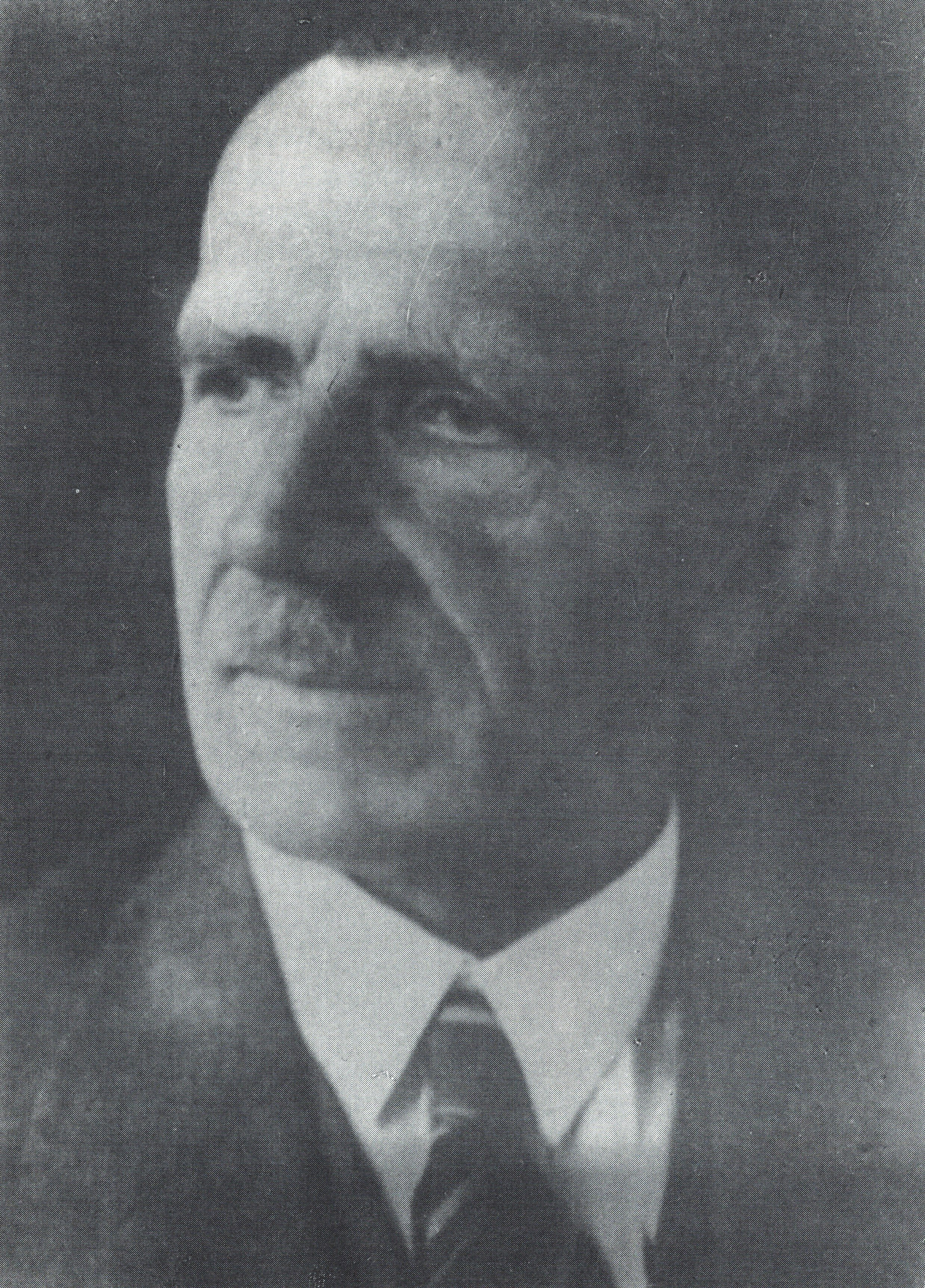
Fritz Curschmann

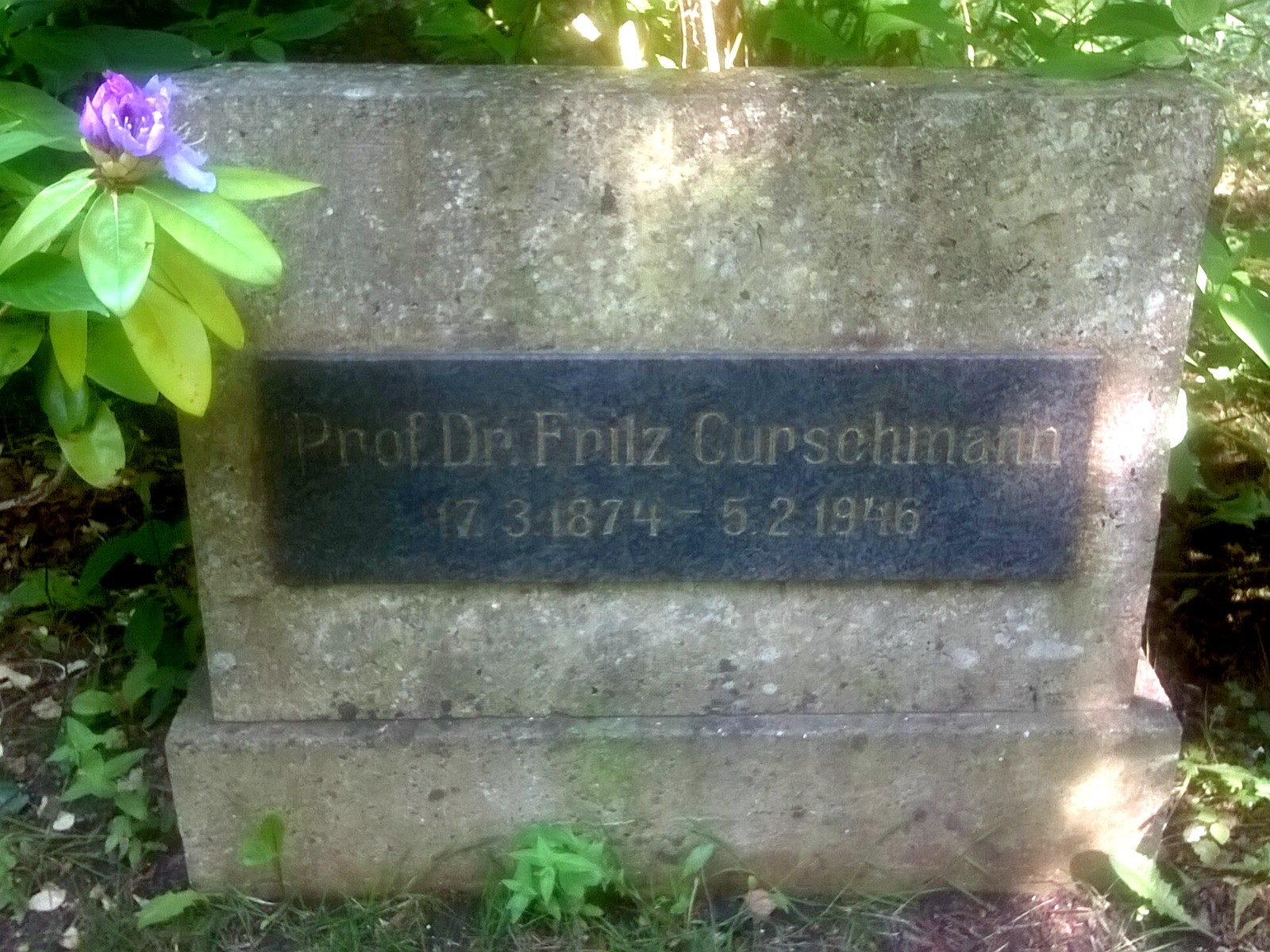
Grab von Fritz Curschmann auf dem Alten Friedhof in Greifswald

Fritz Curschmann (* 17. März 1874 in Berlin; † 5. Februar 1946 in Greifswald) war ein deutscher Historiker und Geograph. Er etablierte die Historische Geographie als interdisziplinäres universitäres Forschungsgebiet an der Universität Greifswald.

## Leben
Fritz Curschmann war der Sohn des Mediziners Heinrich Curschmann und dessen Frau Margarethe, geborene Lohde. Er besuchte von 1891 bis 1895 das Königliche Gymnasium in Leipzig, das er mit dem Reifezeugnis verließ. Anschließend studierte er zunächst Rechts- und Wirtschaftswissenschaften, wechselte später zur Geschichte und wurde 1900 an der Universität Leipzig bei Karl Lamprecht promoviert. Curschmann habilitierte sich 1905 an der Universität Greifswald und wurde 1909 Titularprofessor. Am Ersten Weltkrieg nahm er als Hauptmann der Artillerie teil. 1918 wurde er Professor an der Landesuniversität Dorpat, nahm aber im folgenden Jahr eine außerordentliche Professur in Greifswald an. Ab 1926 war er Leiter des von ihm gegründeten Historisch-Geographischen Seminars. 1928 wurde er Ordinarius und Direktor des Historischen Seminars.
In der Zeit des Nationalsozialismus vertrat Curschmann zunächst eine völkisch-nationale Haltung und arbeitete als Betreuer für die Nord- und Ostdeutsche Forschungsgemeinschaft im Rahmen der Volks- und Kulturbodenforschung. Wegen der jüdischen Herkunft seiner Großmutter Emilie Oppert wurde Fritz Curschmann 1936 als Mischling II. Grades eingestuft. Er verlor daraufhin seine Prüfungsberechtigung und musste 1937 sein Amt als 1. Vorsitzender des Internationalen Komitees für Historische Geographie wegen auferlegter Reisebeschränkungen niederlegen. Seine 1938 geplante Relegierung konnte er bis zu seiner regelrechten Emeritierung 1939 hinauszögern. Sein 70. Geburtstag wurde auf Anweisung des Propagandaministeriums in der Presse nicht erwähnt. Fritz Curschmann starb 1946 an den Folgen eines Sturzes.
Fritz Curschmann baute den Bereich der Historischen Geographie an der Universität Greifswald auf und gestaltete historische Atlanten für Brandenburg und Pommern. Ein Schwerpunkt seiner Arbeit war die Auswertung und Umsetzung der Matrikelkarten der Schwedischen Landesaufnahme von Vorpommern. Er war von 1921 bis an sein Lebensende Vorsitzender des „Rügisch-Pommerschen Geschichtsvereins“ und zweiter Vorsitzender der „Pommerschen Geographischen Gesellschaft“. Ebenso war er Mitglied der Historischen Kommission für Pommern.
In Greifswald wurde der Fritz-Curschmann-Weg nach ihm benannt. Der Hamburger Wirtschaftsanwalt Heinrich Ferdinand Curschmann ist sein Sohn.

## Schriften
Monographien
- Hungersnöte im Mittelalter. Ein Beitrag zur deutschen Wirtschaftsgeschichte des 8. bis 13. Jahrhunderts. Leipzig 1900 (online).
- Die Diözese Brandenburg. Untersuchungen zur historischen Geographie und Verfassungsgeschichte eines ostdeutschen Kolonialbistums. Habilitationsschrift, Leipzig 1906, Neudruck Duncker & Humblot, Berlin 2014.
- Die älteren Papsturkunden des Erzbistums Hamburg. Hamburg 1909.
- Die deutschen Ortsnamen im nordostdeutschen Kolonialgebiet. Stuttgart 1910.
- Die Landeseinteilung Pommerns im Mittelalter und die Verwaltungseinteilung der Neuzeit. Julius Abel, Greifswald, 1911, urn:nbn:de:gbv:9-g-5275282.
- Zwei Ahnentafeln. Ahnentafeln Kaiser Friedrichs I. und Heinrichs des Löwen zu 64 Ahnen. Leipzig 1921.

Artikel
- Die Stiftungsurkunde des Bisthums Havelberg. In: Neues Archiv der Gesellschaft für ältere deutsche Geschichtskunde. Band 28, 1903, S. 393–434 (online).
- Ein Urkundeninventar des Klosters Spandau. In: Jahrbuch für brandenburgische Kirchengeschichte. Band 1, 1904, S. 36–49.
- Die Stiftungsurkunde der Universität Greifswald. In: Pommersche Jahrbücher. Band 7, 1906, S. 1–25.
- Die Entstehung des Bistums Oldenburg. In: Historische Vierteljahrschrift. Band 14, 1911, S. 182–198.
- Die Landesteilungen Pommerns im Mittelalter und die Verwaltungseinteilung der Neuzeit. In: Pommersche Jahrbücher. Band 12, 1911, S. 159–337; auch in: Korrespondenzblatt des Gesamtvereins der Deutschen Geschichts- und Alterthums-Vereine. Band 59, 1911, S. 168 f.
- Wann wurde Lothar von Supplinburg geboren? Eine genealogische Untersuchung. In: Zeitschrift des historischen Vereins für Niedersachsen. Band 85, 1920, S. 83–96.
- Stammtafeln der Herzöge von Schwaben und Baiern. In: Vierteljahrsschrift für Wappen-, Siegel- und Familienkunde. Band 48, 1920, S. 55–58.
- Die Belehnung Herzog Bogislaws I. von Pommern im Lager von Lübeck (1181). In: Pommersche Jahrbücher. Band 31, 1937, S. 5-34; auch Sonderdruck, Julius Abel, Greifswald 1937.
- Das Bederegister des Landes Loitz von 1343. In: Pommersche Jahrbücher. Band 34, 1940, S. 1–46.